# Голамреза Багери Могаддам
Голамреза Багери Могаддам е дипломат от Иран.
Има висше образование със степен магистър по публична администрация.
Дипломатически път:
- 1991 – 1995 г.: посланик в Туркменистан;
- 2001 – 2005 г.: посланик в Киргизстан;
- 2006 – 2008 г.: временно управляващ посолството в Анкара;
- 2008 – 2009 г.: старши експерт в кабинета на министъра на външните работи;
- 2009 г.: посланик в София.